# 大宮浩一
大宮 浩一 （おおみや こういち、1958年9月17日 -）は、日本の映画監督・映画プロデューサー。

## 来歴
日本大学芸術学部映画学科在学中より映像制作に参加。『ゆきゆきて、神軍』（87）、『アラカルト・カンパニー』（87）等で助監督を務める。フリーの演出家として民族博物館等の展示映像をはじめ、CM・VP・教育映画などを制作。1993年、有限会社大宮映像製作所を設立。監督作『ただいま それぞれの居場所』 で、平成22年文化庁映画賞文化記録映画大賞を、2014年公開作『石川文洋を旅する』ではシグニス平和賞をそれぞれ受賞。

## 作品
- ゆきゆきて、神軍（1987年公開）- 助監督
- アラカルト・カンパニー（1987年公開）- 助監督
- よいお年を（1996年公開）- プロデューサー、企画
- ジャンクフード JUNK FOOD（1998年公開）- エクゼクティブ・プロデューサー
- ドッグス（1999年公開）- エクゼクティブ・プロデューサー
- 青葉のころ よいお年を 2（1999年公開）- プロデューサー、企画
- W／O（2000年公開）- プロデューサー
- ただいま それぞれの居場所 （2010年公開、文化庁映画賞文化記録映画大賞受賞）- 監督、製作、企画[1]
- 9月11日（2010年公開）- 監督、企画
- 無常素描（2011年公開）- 監督、企画
- 季節、めぐり それぞれの居場所（2012年公開）- 監督、製作、企画
- 長嶺ヤス子 裸足のフラメンコ（2013年公開）- 監督、製作、企画
- 石川文洋を旅する（2014年公開・シグニス平和賞受賞）- 監督、企画
- 夜間もやってる保育園（2017年公開）- 監督、プロデューサー
- 島にて（2021年公開）- 監督、製作、企画[2]